# Trigonophora purpurascens
Trigonophora purpurascens là một loài bướm đêm trong họ Noctuidae.